# Bitka pri Placentiji
Bitka pri Placentiji se je odvijala leta 271 med vojsko rimske vojske pod vodstvom cesarja Avrelijana in plemenom Jutungov blizu sodobne Piacenze. Rezultat je bila zmaga Jutungov.

## Ozadje
Od zime leta 270 se je rimska vojska ukvarjala z odbijanjem invazije Vandalov na meji ob Donavi. Ekspedicija je bila na koncu uspešna, vendar je pleme Jutungov izkoristilo priložnost in napadlo Italijo, računajoč na odsotnost rimske vojske.
Cesar Avrelijan, ki je bil v Panoniji z vojsko, da bi nadzoroval umik Vandalov, se je naglo premaknil v Italijo, a ko se je približal Mediolanumu, je prejel novico, da se sovražnik že premika proti jugovzhodu, potem ko je izropal Placentio. Po besedah anonimnega nadaljevalca dela Kasija Diona, jim je takoj poslal sporočilo, v katerem je zahteval predajo, kar so zavrnili z besedami, da mu bodo, če jih bo želel izzvati, pokazali, kako se lahko bori svobodno ljudstvo.

## Bitka
Jutungi so izčrpano rimsko vojsko presenetili v zasedi na gozdnatem območju blizu Placentije, rimsko vojsko pa so barbari premagali.

## Posledice
Novica o tem ponižujočem porazu je povzročila dva kratkotrajna vojaška upora. Jutungi so nadaljevali pot po cesti Via Emilia proti Rimu. Ker med napadalci in prestolnico ni bilo več nobene pomembne vojaške sile, se je po mestu, ki je preraslo staro obzidje, razširila panika.
Po Historia Augusta so se posvetovali s Sibillinimi knjigami in izvajali verske obrede, da bi poklicali bogove na pomoč. Rimljani so se izognili katastrofi, ko je cesar Avrelijan v bitki pri Fanu trdno premagal Jutunge, kar je povzročilo veliko praznovanje po vsem mestu.